# Hyporhagus hispaniolae
Hyporhagus hispaniolae is een keversoort uit de familie somberkevers (Zopheridae). De wetenschappelijke naam van de soort werd in 1977 gepubliceerd door Heinz Freude.